# Antoine Gakeme
Antoine Gakeme, né le 24 décembre 1991 à Musongati dans la province de Rutana, est un athlète burundais, spécialiste du 800 mètres.

## Biographie

### Débuts
Son premier contact avec le haut niveau se situe en 2009, lorsqu'il est sélectionné pour les championnats d'Afrique juniors, De 2010 à 2012 il ne dispute guère de compétitions pour différentes raisons (études, manque de finances, puis formation militaire à l'Institut supérieur des cadres militaires),.
Il bat à deux reprises son record personnel du 800 m pour le porter à 1 min 45 s 39 lors des championnats du monde d'athlétisme 2013 à Moscou.
En 2014 il termine 7e des championnats d'Afrique à Marrakech après avoir réalisé un temps de 1 min 46 s 24 en séries.

### Saison 2015
En 2015 il part s'entraîner en Espagne. Au mois de mai il passe sous la barre des 1 min 46 s, le temps de référence pour se qualifier aux championnats du monde, grâce à une victoire à Elche,. Il remporte en 1 min 45 s 77 le 800 m de la Coupe d'Europe des clubs champions d'athlétisme, pour son club  Playas de Castellon.
En juillet, il participe aux meetings Pro Athlé Tour de Tomblaine et de Sotteville-lès-Rouen ; lors de ce dernier il abaisse son record à 1 min 44 s 93,. Quelques jours plus tard il réalise son meilleur temps de l'année, 1 min 44 s 09 à Madrid derrière Amel Tuka et dans le même centième que Job Kinyor.
Aux championnats du monde de Pékin, il est éliminé en demi-finale, tout comme en 2013,
Le 19 mars 2016, Gameke devient vice-champion du monde en salle championnats du monde en salle de Portland du 800 m en 1 min 46 s 65 (SB),. Il est devancé au terme du sprint par l'Américain Boris Berian (1 min 45 s 83) mais devance l'autre Américain Erik Sowinski (1 min 47 s 22),.
En 2018, il échoue au pied du podium des championnats d'Afrique, en terminant à la quatrième place, à un centième de seconde du troisième, Mostafa Smaili.

### Palmarès
| Date | Compétition                    | Lieu      | Résultat | Épreuve | Temps         |
| ---- | ------------------------------ | --------- | -------- | ------- | ------------- |
| 2014 | Championnats d'Afrique         | Marrakech | 7e       | 800 m   | 1 min 49 s 74 |
| 2016 | Championnats du monde en salle | Portland  | 2e       | 800 m   | 1 min 46 s 65 |
| 2018 | Championnats d'Afrique         | Asaba     | 4e       | 800 m   | 1 min 45 s 91 |

### Records
| Épreuve | Performance   | Lieu   | Date            |
| ------- | ------------- | ------ | --------------- |
| 800 m   | 1 min 44 s 09 | Madrid | 11 juillet 2015 |